# Grosrouvre
Ne doit pas être confondu avec Grosrouvres.
Grosrouvre est une commune française située dans le département des Yvelines, en région Île-de-France.

## Géographie

Localisation de Grosrouvre dans les Yvelines.

### Situation
La commune de Grosrouvre est située dans le centre des Yvelines, à une trentaine de kilomètres à l'Ouest de Versailles, préfecture du département, et à une vingtaine de kilomètres au Nord de la sous-préfecture, Rambouillet.
Elle se trouve au Sud-Ouest de la plaine de Montfort-l'Amaury, à quatre kilomètres à l'Ouest de cette ville, en limite Nord du massif forestier de Rambouillet.

### Communes limitrophes
| Millemont   | La Queue-les-Yvelines | Galluis                 |
| Gambais     | Grosrouvre            | Méré Montfort-l'Amaury  |
| Gambaiseuil |                       | Saint-Léger-en-Yvelines |

### Transports et voies de communications

#### Réseau routier
Grosrouvre est traversée par la RD 172 en direction de Montfort-l'Amaury à l'Est et Houdan à l'Ouest. La RD 112 passant par le Sud de la commune relie Montfort-l'Amaury à Gambais via Gambaiseuil. La route nationale 12 traverse le territoire communal au Nord-Ouest.

#### Desserte ferroviaire
Les gares ferroviaires les plus proches de la commune sont celles de Garancières - La Queue à 5 km et Montfort-l'Amaury - Méré à 6,5 km.

#### Autobus
La commune est desservie par les lignes 15 et 16 du réseau de bus Centre et Sud Yvelines.

### Climat
Pour des articles plus généraux, voir Climat de l'Île-de-France et Climat des Yvelines.
En 2010, le climat de la commune est de type climat océanique dégradé des plaines du Centre et du Nord, selon une étude du CNRS s'appuyant sur une série de données couvrant la période 1971-2000. En 2020, Météo-France publie une typologie des climats de la France métropolitaine dans laquelle la commune est dans une zone de transition entre le climat océanique et le climat océanique altéré et est dans la région climatique Sud-ouest du bassin Parisien, caractérisée par une faible pluviométrie, notamment au printemps (120 à 150 mm) et un hiver froid (3,5 °C).
Pour la période 1971-2000, la température annuelle moyenne est de 10,4 °C, avec une amplitude thermique annuelle de 14,4 °C. Le cumul annuel moyen de précipitations est de 676 mm, avec 10,9 jours de précipitations en janvier et 7,8 jours en juillet. Pour la période 1991-2020, la température moyenne annuelle observée sur la station météorologique la plus proche, située sur la commune de Saint-Léger-en-Yvelines à 7 km à vol d'oiseau, est de 11,0 °C et le cumul annuel moyen de précipitations est de 706,3 mm,. Pour l'avenir, les paramètres climatiques de la commune estimés pour 2050 selon différents scénarios d'émission de gaz à effet de serre sont consultables sur un site dédié publié par Météo-France en novembre 2022.

## Urbanisme

### Typologie
Au 1er janvier 2024, Grosrouvre est catégorisée commune rurale à habitat dispersé, selon la nouvelle grille communale de densité à sept niveaux définie par l'Insee en 2022.
Elle est située hors unité urbaine. Par ailleurs la commune fait partie de l'aire d'attraction de Paris, dont elle est une commune de la couronne,. Cette aire regroupe 1 929 communes,.

### Occupation des solssimplifiée
Le territoire de la commune se compose en 2017 de 83,98 % d'espaces agricoles, forestiers et naturels, 10,32 % d'espaces ouverts artificialisés et 5,7 % d'espaces construits artificialisés.
L'habitat y est très dispersé et la commune, pour une population minime, est entourée de nombreux hameaux ou écarts éloignés du village essentiellement constitué d'un manoir, de la mairie, de l'école et de l'église entourée de son cimetière.

### Occupation des sols détaillée
Le tableau ci-dessous présente l'occupation des sols de la commune en 2018, telle qu'elle ressort de la base de données européenne d’occupation biophysique des sols Corine Land Cover (CLC).
| Type d’occupation                             | Pourcentage | Superficie (en hectares) |
| --------------------------------------------- | ----------- | ------------------------ |
| Tissu urbain discontinu                       | 10,2 %      | 129                      |
| Équipements sportifs et de loisirs            | 4,5 %       | 57                       |
| Terres arables hors périmètres d'irrigation   | 42,4 %      | 535                      |
| Prairies et autres surfaces toujours en herbe | 6,4 %       | 81                       |
| Forêts de feuillus                            | 36,5 %      | 460                      |
| Source : Corine Land Cover                    |             |                          |

### Écarts et lieux-dits
Les principaux hameaux sont les Aubris, la Surie, le Chêne-Rogneux, la Troche, les Haizettes et le Buisson, tandis qu'une dizaine d'écarts se nomment Moisan, la Petite Noue, la Guériauderie, Maison-Rouge, la Mandreuse, la Noue, Brise-Tête, Marcilly, la Malmaison et la Folie.

## Toponymie
Les noms de la localité sont en Français ancien Grosso Robore v. 1150, Grossorobore 1182, Grossum-Robur 1260, en Français moyen Grossum Robur 1351, Grosrouvre 1556, Gros Rouvre, Gros Rouvres et Grosrouvre 1963.

Du latin grossus « gros, épais » et de robur « chêne rouvre », désigne un chêne de taille supérieure à la moyenne. Homonymie avec Grosrouvres en Meurthe-et-Moselle. De l'oïl gros et rouvre « chêne rouvre », pluriel tardif.
Le chêne rouvre est une des nombreuses variétés de chêne.

## Politique et administration

### Liste des maires
| Période                                  | Période  | Identité       | Étiquette | Qualité |
| ---------------------------------------- | -------- | -------------- | --------- | ------- |
| Les données manquantes sont à compléter. |          |                |           |         |
| 2001                                     | 2014     | André Fontaine |           |         |
| 2014                                     | 2020     | Marc Winocour  |           |         |
| 2020                                     | En cours | Yves Lambert   |           |         |

## Population et société

### Démographie

#### Évolution démographique
L'évolution du nombre d'habitants est connue à travers les recensements de la population effectués dans la commune depuis 1793. Pour les communes de moins de 10 000 habitants, une enquête de recensement portant sur toute la population est réalisée tous les cinq ans, les populations de référence des années intermédiaires étant quant à elles estimées par interpolation ou extrapolation. Pour la commune, le premier recensement exhaustif entrant dans le cadre du nouveau dispositif a été réalisé en 2005.

En 2022, la commune comptait 901 habitants, en évolution de −1,74 % par rapport à 2016 (Yvelines : +2,72 %, France hors Mayotte : +2,11 %).
| 1793 | 1800 | 1806 | 1821 | 1831 | 1836 | 1841 | 1846 | 1851 |
| ---- | ---- | ---- | ---- | ---- | ---- | ---- | ---- | ---- |
| 970  | 896  | 936  | 895  | 853  | 844  | 789  | 755  | 801  |

| 1856 | 1861 | 1866 | 1872 | 1876 | 1881 | 1886 | 1891 | 1896 |
| ---- | ---- | ---- | ---- | ---- | ---- | ---- | ---- | ---- |
| 713  | 742  | 701  | 646  | 647  | 595  | 585  | 550  | 550  |

| 1901 | 1906 | 1911 | 1921 | 1926 | 1931 | 1936 | 1946 | 1954 |
| ---- | ---- | ---- | ---- | ---- | ---- | ---- | ---- | ---- |
| 567  | 536  | 594  | 543  | 531  | 485  | 506  | 475  | 458  |

| 1962 | 1968 | 1975 | 1982 | 1990 | 1999 | 2005 | 2006 | 2010 |
| ---- | ---- | ---- | ---- | ---- | ---- | ---- | ---- | ---- |
| 427  | 462  | 575  | 600  | 704  | 763  | 814  | 817  | 933  |

| 2015 | 2020 | 2022 | - | - | - | - | - | - |
| ---- | ---- | ---- | - | - | - | - | - | - |
| 913  | 892  | 901  | - | - | - | - | - | - |

#### Pyramide des âges
En 2018, le taux de personnes d'un âge inférieur à 30 ans s'élève à 29,3 %, soit en dessous de la moyenne départementale (38 %). À l'inverse, le taux de personnes d'âge supérieur à 60 ans est de 28,7 % la même année, alors qu'il est de 21,7 % au niveau départemental.
En 2018, la commune comptait 463 hommes pour 445 femmes, soit un taux de 50,99 % d'hommes, largement supérieur au taux départemental (48,68 %).
Les pyramides des âges de la commune et du département s'établissent comme suit.
| Hommes | Classe d’âge | Femmes |
| ------ | ------------ | ------ |
| 0,7    | 90 ou +      | 0,2    |
| 6,8    | 75-89 ans    | 8,2    |
| 22,9   | 60-74 ans    | 18,5   |
| 28,4   | 45-59 ans    | 31,3   |
| 11,2   | 30-44 ans    | 13,0   |
| 12,3   | 15-29 ans    | 12,6   |
| 17,8   | 0-14 ans     | 16,0   |

| Hommes | Classe d’âge | Femmes |
| ------ | ------------ | ------ |
| 0,6    | 90 ou +      | 1,4    |
| 6      | 75-89 ans    | 7,8    |
| 13,5   | 60-74 ans    | 14,8   |
| 20,7   | 45-59 ans    | 20,1   |
| 19,6   | 30-44 ans    | 19,9   |
| 18,5   | 15-29 ans    | 16,8   |
| 21,2   | 0-14 ans     | 19,2   |

### Enseignement
La commune possède une école élémentaire publique.

## Économie
Grosrouvre est avant tout une commune rurale donc à économie agricole, équestre ou sylvestre. L'habitat en est essentiellement résidentiel, avec encore beaucoup de résidences secondaires de Parisiens.

## Culture locale et patrimoine

### Lieux et monuments

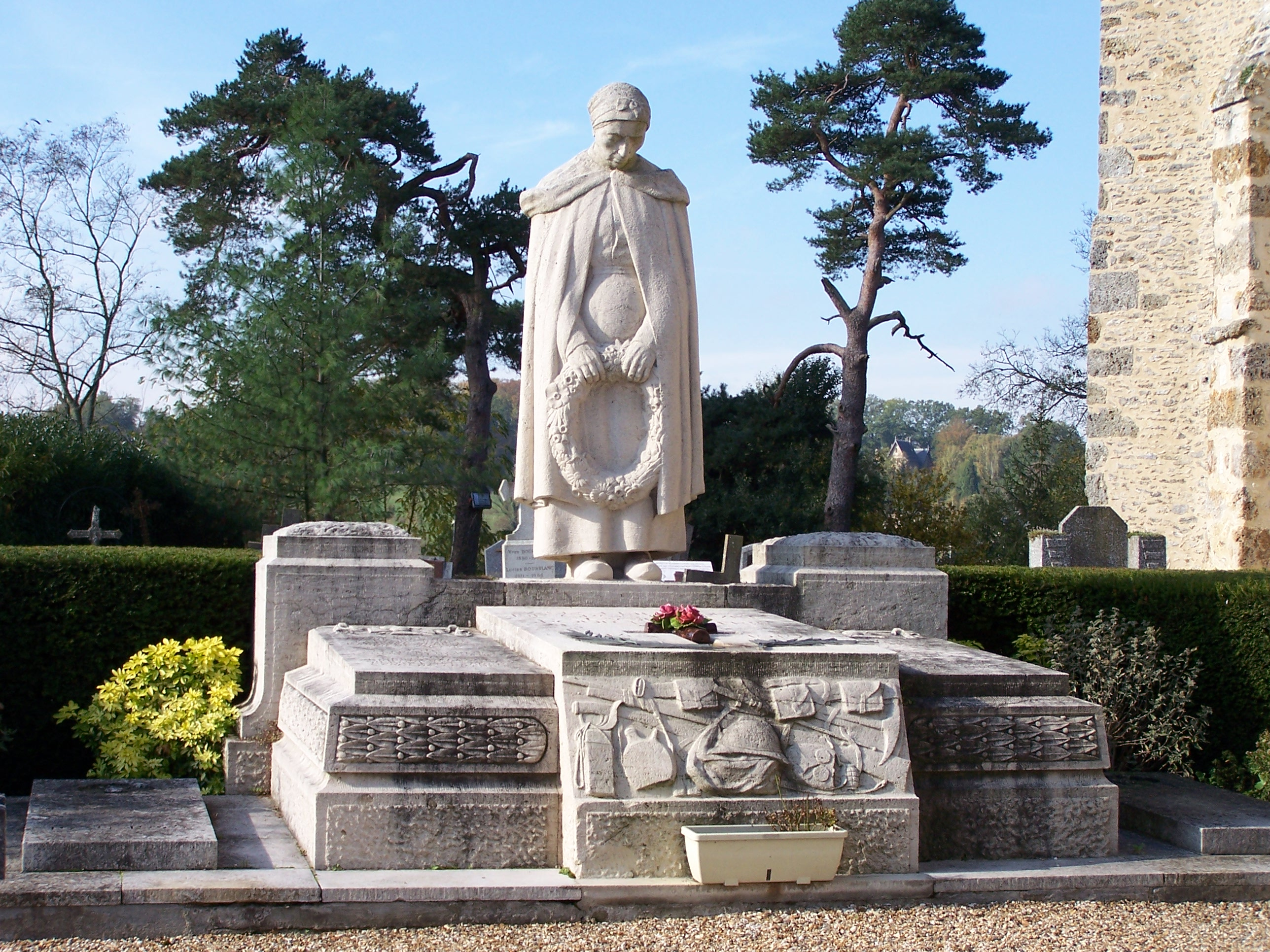
Le monument aux morts.

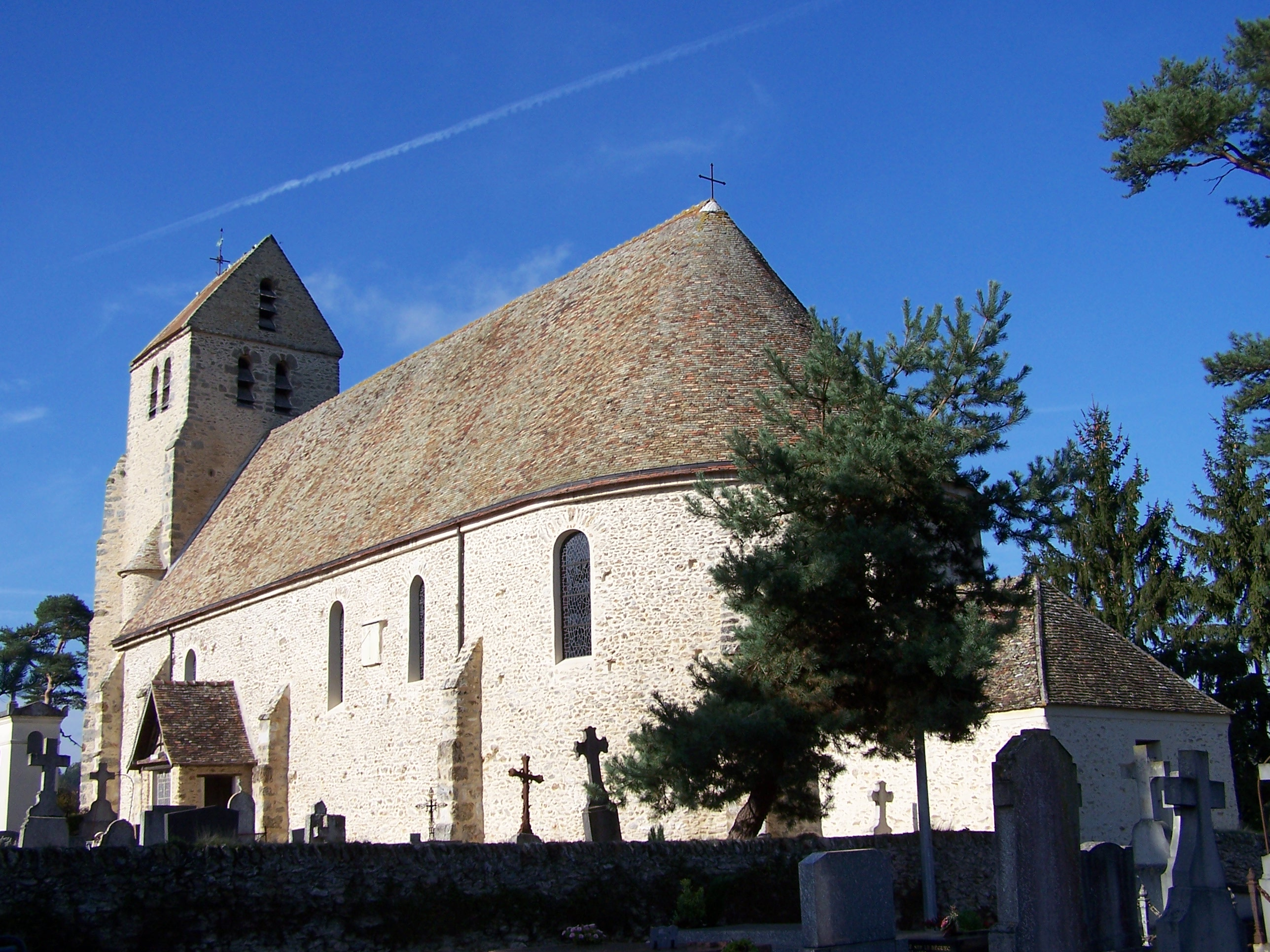
L'église Saint-Martin.

- Église Saint-Martin : église d'architecture massive, de style roman du XIIe siècle, modifiée au XVIIe siècle, classée monument historique par arrêté du 4 juillet 1995.
- Château de la Mormaire (XVIIe siècle).
- Après la Première Guerre mondiale un monument aux morts, sculpté par Auguste Cornu a été érigé sur les plans de l'architecte Emmanuel Pontremoli.

### Personnalités liées à la commune
- Jean-Luc Allavena (né en 1963), homme d’affaires monégasque et dirigeant d’entreprise.
- Marcel Aymé (1902-1967) a résidé entre le village et le Buisson les vingt dernières années de sa vie.
- Jacques Chirac (1932-2019), s'est retiré à Grosrouvre quelque temps afin d'y écrire son livre La France pour tous.
- Georges Devèche (1903-1974), installé au Chêne-Rogneux, peintre cartonnier de tapisseries et de vitraux, dont ceux de l'église de Grosrouvre posés entre 1953 et 1955, est inhumé à Grosrouvre.
- Paul Fort (1872-1960), poète et dramaturge, a résidé à Grosrouvre (au hameau des Haizettes) en 1914[30].
- Pierre Gusman (1862-1941), historien de l'art et graveur français.
- Johnny Hallyday (1943-2017) et Sylvie Vartan (1944-) ont vécu durant leurs premières années de mariage à Grosrouvre.
- Lucien Herr, (1864-1926), « bibliothécaire à vie » de l’École normale supérieure, avait sa résidence secondaire au Buisson, et est inhumé à Grosrouvre.
- Claude Laurens (1908-2003), architecte, fils du sculpteur Henri Laurens, est inhumé dans le cimetière de Grosrouvre[31].
- Hippolyte Marinoni (1823-1904), imprimeur, directeur du Petit Journal, propriétaire du château de la Mormaire de 1894 jusqu'à sa mort.
- Ernest May (1845-1925), banquier et collectionneur d'art, était propriétaire du château de la Couharde, un vaste domaine situé à la fois sur la commune de Grosrouvre et sur celle de La Queue-lez-Yvelines.
- Robert Merle (1908-2004), a passé la fin de sa vie à la Malmaison (et donné le nom du Chêne-Rogneux à la seigneurie de Pierre de Siorac dans sa série Fortune de France). Le compagnon de Pierre, Miroul, devient « Chevalier de la Surie », nom d'un hameau de Grosrouvre.
- François Pinault (né en 1936), fondateur du groupe PPR (ex-Pinault-Printemps-Redoute), possède le château de la Mormaire. Dans le parc de ce château ont été installées de nombreuses statues d'art contemporain.
- Jean Rochefort (1930-2017), acteur français, y possédait une maison[32] et est inhumé dans le cimetière communal[33].
- Jacqueline de Romilly (1913-2010), membre de l'Académie française et du Collège de France, s'est mariée à Grosrouvre en 1940.
- Julien Tinayre (1859-1925), frère du suivant, mari de la romancière, graveur et illustrateur. Il est inhumé à Grosrouvre.
- Louis Tinayre (1861-1942), frère du précédent, illustrateur et peintre officiel du prince Albert Ier de Monaco, océanographe, avait sa maison et son atelier à proximité immédiate du village, en bordure du ru de la Mormaire. Il est inhumé à Grosrouvre.
- Marcelle Tinayre (1870-1948), romancière au Chêne-Rogneux, est inhumée à Grosrouvre.
- Adolphe van Bever (1871-1927), auteur et érudit proche de Paul Léautaud et de Léon Bloy y est enterré.